# Josh McErlean
Pour les articles homonymes, voir McErlean.
Josh McErlean, né le 16 juillet 1999 à Kilrea (Irlande du Nord),est un pilote de rallye irlandais qui participe actuellement au Championnat du monde des rallyes pour M-Sport Ford WRT.

## Carrière en rallye

### Débuts
Josh McErlean fait ses débuts en rallye en 2014. Son cousin Thomas et lui participent alors au Junior Turkey Run en Irlande du Nord et remportent la course dès leur premier départ à bord d'une Peugeot 107. McErlean pilote une saison complète du Junior 1000 Rally Challenge en Irlande du Nord en 2015, remportant le titre aux côtés de son cousin, avec quatre victoires,. Le duo revient pour défendre son titre et répète son exploit, après avoir, de surcroit remporté la série Junior 1000 en Grande-Bretagne avec six victoires sur huit épreuves disputées,.
En 2017, Josh McErlean rejoint le Championnat de Grande-Bretagne des rallyes au volant d'une Citroën C2 R2 Max. Malgré des problèmes de fiabilité, il termine neuvième au classement de la catégorie junior,. Après avoir fait un départ seul dans une Ford Fiesta R2T en juillet 2017, McErlean pilote la voiture pendant toute la saison 2018, qu'il termine 11e dans la catégorie British Junior avec un seul podium de classe au Rallye d'Ypres,.
L'Irlandais change de nouveau de voiture pour 2019, pilotant une Peugeot 208 R2 en Championnat de Grande-Bretagne. McErlean réalise une excellente saison, remportant sa catégorie au Rallye de West Cork, au Rallye Pirelli International et au Rallye d'Ulster, décrochant le titre junior dès la manche d'ouverture, tout en terminant troisième au classement général,. Grâce à Hyundai, McErlean peut faire ses débuts en WRC, en participant au Rallye de Grande-Bretagne au Pays de Galles avec la Hyundai i20 R5 (en). Son copilote, Keaton Williams, et lui abandonnent dans la sixième étape suite à une panne mécanique.